# Embalse de Roseires
El embalse de Roseires (en árabe: خزان الروصيرص‎) se encuentra en el Nilo Azul, muy cerca de la ciudad de Ad-Damazin, capital del estado de Nilo Azul, y de la población de Er-Roseires, al sur de Sudán, a 400 km río arriba de Jartum, a unos 100 km de la frontera de Etiopía y a unos 800 km del lago Tana, donde nace el Nilo Azul.

## Construcción
La presa actual se ha construido en dos fases. La primera, realizada entre 1961 y 1966, consiste en un tramo central de 1 km de longitud y una altura máxima de 68 m, con contrafuertes, dos canales de salida del agua y una central eléctrica, y, a ambos lados, un muro de tierra de 4 km de longitud en su parte oriental y 8,5 km en su parte occidental. En 1971, se añadió una central hidroeléctrica con 7 turbinas de 40 MW cada una. El objetivo de la presa era irrigar la región y producir energía eléctrica.
Entre 2009 y 2013 se realizó una importante ampliación en el embalse de Roseires. Se añadieron 10 m de altura a la presa de hormigón, hasta un total de 78 m, y se construyeron 12 km de muros de tierra añadidos a los ya existentes, que dieron un total de 24 km de muros de contención de 40 m de altura. Esta ampliación incrementó la capacidad de almacenamiento del embalse desde 4,3 km³ hasta 7,4 km³, con una superficie inundada de 627 km². y una producción eléctrica incrementada hasta 1800 MW. El proyecto fue financiado por Arabia Saudí y la construcción la realizó una empresa de China con un coste de 460 millones de dólares. El área irrigada es de 1,15 millones de hectáreas.
Para compensar la separación de Sudán del Sur, que se llevó la mayor parte de la producción de petróleo, el gobierno de Sudán, además de ampliar esta presa, construyó el embalse de Merowe, al norte de Jartum, en 2009, y está construyendo grandes proyectos hidroeléctricos en Atbara y Seteet, en los estados de Gadarif y Kasala.